# Albert Costa (autóversenyző)
Albert Costa Balboa (Barcelona, 1990. május 2. –)  spanyol autóversenyző.

## Pályafutása

### Gokart
Albert Costa Balboa 1990-ben született Barcelonában, Spanyolországban és 2004-ben kezdte meg nemzetközi gokartos karrierjét, a Copa Campeones Trófea ICA Junior osztályban, mikor is 7. helyen végzett. 2005-ben ugyanebben az osztályban folytatta, kivéve a Copa Campeones Tfeát, ahol az ICA osztályban vett részt. Ismét 7. helyen zárt, emellett szintén 7. lett a Spanyol ICA Junior bajnokságban is. Emellett  27. lett az Andrea Margutti Trófea és 29. az Európa-bajnokság versenyeiben. Costa később azonban jeleskedett, és megnyerte az Italian Open Masterst. Végül az évadot 9 pont előnnyel zárta. 2005-ben szintén ebben a géposztályban folytatta pályafutását. A szezonban öt különböző bajnokságot csinált végig, de csak az Ázsia-Pacifik bajnokságban ért el helyezést, ahol a 15. lett. 

### Formula–3
A 2007-es kiírásban váltott együléses formulaautózásra, rögtön a brit Formula–3-ba, ezzel több kisebb fajsúlyú együléses géposztályt is átugrott. A sorozat első futamát a Räikkönen Robertson Racing csapat színeiben futotta le, azonban ezt követően anyagi nehézségek hátráltatták. Legjobb eredményét akkor érte el, mikor a versenyzők először utaztak el a  Romániában található Bukarest Ringre. Itt a harmadik helyen záró Hamad Al Fardan után egy másodperccel érkezve a 4. helyet szerezte meg.

### Formula Renault
Formula–3-as karrierje és az anyagi források szűkössége miatt gyorsan véget ért és csak a Formula Renault sorozatban tudott indulni, ahol az Epsilon Euskadi színeiben az európai és a nyugat-európai kupákért versenyzett. Costa az európai sorozatot a 8. helyen zárta annak ellenére, hogy a 14 futam közül egyiken sem ért el pódiumos helyezést. Legjobb eredményeit a Nürburgringen és Le Mans-ban érte el, valamint Estorilban az első versenyen övé lett a leggyorsabb kör. 
2009-ben az Epsilon színeiben folytatta, és szintén hasonló programokat teljesített, két kiírásban felváltva. Az európai kupát Vergne és António Félix da Costa előtt megnyerte, két héttel később pedig a portugáliai Algarvében nyert. A 28 versenyből, melyen elindult, 13-at megnyert. Ezek közül 5 európai, 8 nyugat-európai futam volt.

### Formula Renault 3.5

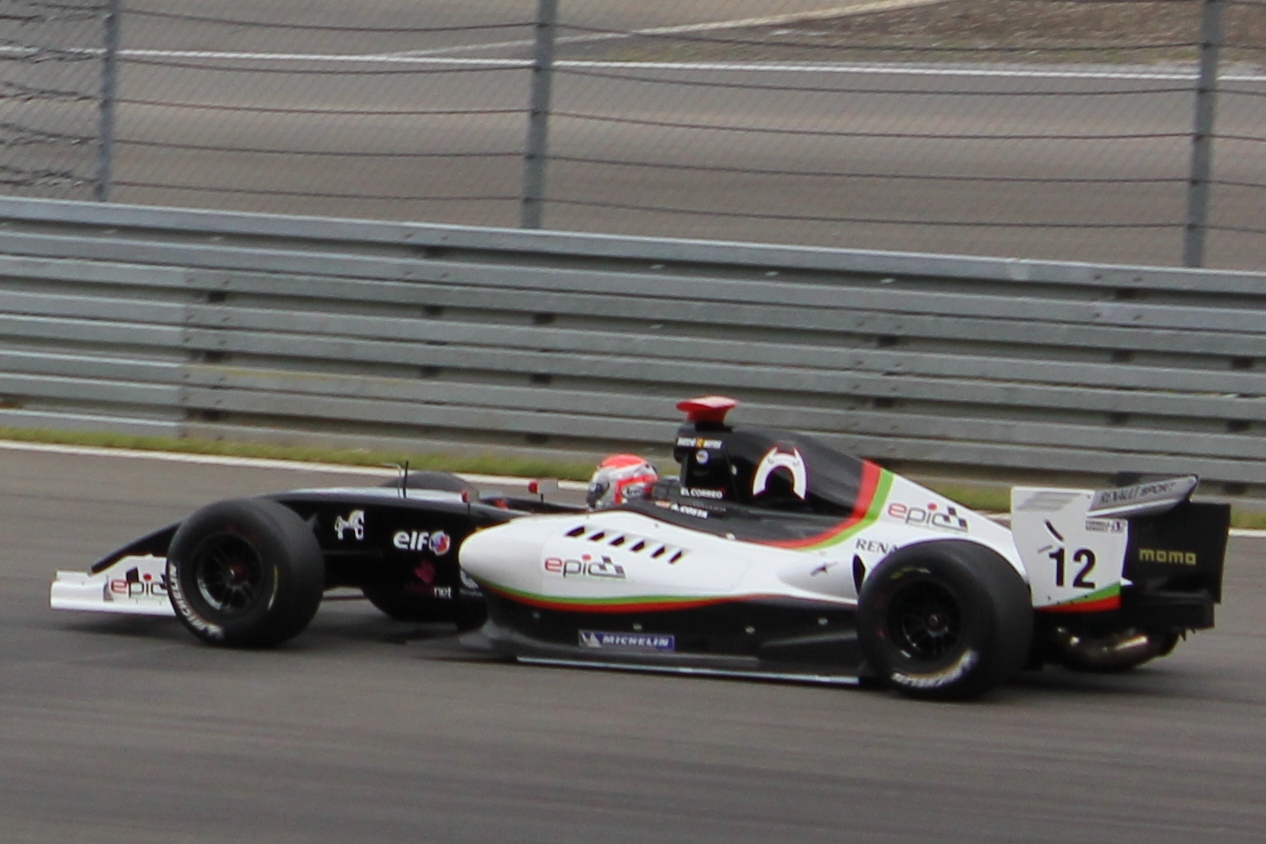
Albert Costa a 2011-es Nürburgring World sorozat Renault körén

Miután 500 ezer euró pénzdíjban részesült a Formula Renault 2.0-ás kategória megnyeréséért, az eggyel magasabb Formula Renault 3.5-ös sorozatba indult, melyet 2010-ben szintén az Epsilon Euskadi színeiben versenyzett végig. Egy idénnyel később hasonlóan jó eredményeket ért el, immáron az EPIC Racing alkalmazásában, amelyek hozzásegítették az összetett pontverseny 4. helyéhez.

### Eurocup Mégane Trophy
A 2012-es szezonra még bízott benne, hogy az együléses szériákban tud maradni, viszont a pénzügyi helyzete ezt ismételten nem tette lehetővé, másrészt egy botrányos ügybe is belekeveredett. Később egy interjúban elárulta, hogy a korábbi menedzserének az átverési áldozata lett, aki beprotezsálta volna valamelyik GP2-es alakulathoz, aláírt szerződéssel, de ez nem történt meg. Egyebek miatt ezért a Renault saját túraautós-márkakupájában versenyzett, az Eurocup Mégane Trophy-ban a címvédő olasz, Oregon csapattal. Viszonylag egy domináns évadot futva végül bajnoki címet ünnepelhetett. Végül négy pont előnnyel tudta felülmúlni a holland Bas Schothorstot, akivel végig kiegyensúlyozott teljesítményt hozott.
Támogatás és szponzorok hiányában a 2012-es év végén kénytelen volt felhagyni a nemzetközi versenyzéssel, majd a következő években pilótaedzőként dolgozott a Renault Sportnál.

### Sportautózás
2016-ban visszatért a nemzetközi elitbe, a Blancpain GT Endurance-kupa néhány versenyén a svájci Emil Frey Racinggel. 2017-ben már több bajnokságba is nevezték, ezek közül teljes évet tudott menni a nemzetközi GT Openben, ahol Philipp Frommenwiler csapattársaként és egy Lexus RC F GT3 volánja mögött összesen négy futamgyőzelmet aratott és az összetettet a 3. pozícióban zárta. 2018-ra visszatért a Blancpain sorozataiba, továbbra is az Emil Frey Lexus csapatával. 2019-ben ismételten a nemzetközi GT Open mezőnyében volt ott, immár egy Lamborghini Huracán GT3 Evo-val. Az olasz Giacomo Altoè társaként bajnokok lettek 128 ponttal, megelőzve a végül ezüstérmet szerző testvérautó előtt.
Győzelme után, 2020 januárjában a Lamborghini a gyári versenyzőjének és egyik márkanagykövetének szerződtette. Még ebben az évben lehetősége nyílt rajthoz állni a legendás Daytonai 24 óráson az egyik gyári Lamborghinis alakulattal, az osztrák GRT Grasser Racing Teammel. 2021 nyarán a német ADAC GT Masters Sachsenringen tartott fordulója után a GRT menesztette, miután egy rajtbaleset okozója volt, ennek ellenére a Lamborghini továbbra is gyári támogatottként számolt vele 2022-ben is. 2023 februárjában a lengyel Inter Europol Competition igazolta le a hosszútávú-világbajnokság (WEC) LMP2-es kategóriájába, így életében először vezethetett egy prototípus versenyautót, az Oreca 07-es modellt. A 2023 júniusában megrendezett 100 éves Le Mans-i 24 óráson nagy meglepetésre győzedelmeskedtek a kategóriájukban.

## Eredményei

### Karrier összefoglaló
| Szezon | Bajnokság                    | Csapat                    | Verseny | Győzelem | Pole | Leggyorsabb kör | Dobogó | Pont | Helyezés |
| ------ | ---------------------------- | ------------------------- | ------- | -------- | ---- | --------------- | ------ | ---- | -------- |
| 2007   | Brit Formula–3-as bajnokság  | Double R Racing           | 9       | 0        | 0    | 0               | 0      | 33   | 11.      |
| 2008   | Formula Renault 2.0 Eurókupa | Epsilon Euskadi           | 14      | 0        | 0    | 1               | 0      | 35   | 8.       |
| 2008   | Formula Renault 2.0 WEC      | Epsilon Euskadi           | 15      | 0        | 1    | 0               | 4      | 85   | 5.       |
| 2009   | Formula Renault 2.0 Eurókupa | Epsilon Euskadi           | 14      | 5        | 6    | 6               | 10     | 138  | 1.       |
| 2009   | Formula Renault 2.0 WEC      | Epsilon Euskadi           | 14      | 8        | 8    | 10              | 9      | 172  | 1.       |
| 2010   | Formula Renault 3.5          | Epsilon Euskadi           | 17      | 0        | 0    | 0               | 3      | 78   | 5.       |
| 2011   | Formula Renault 3.5          | EPIC Racing               | 17      | 1        | 1    | 1               | 4      | 151  | 4.       |
| 2012   | Eurocup Mégane Trophy        | Oregon Team               | 14      | 7        | 8    | 6               | 10     | 251  | 1.       |
| 2016   | GT Európa Endurance-kupa     | Emil Frey Racing          | 4       | 0        | 0    | 0               | 0      | 0    | HN       |
| 2017   | ADAC GT Masters              | Callaway Competition      | 2       | 0        | 0    | 0               | 0      | 14   | 32.      |
| 2017   | GT Európa Endurance-kupa     | Emil Frey Jaguar Racing   | 4       | 0        | 0    | 0               | 0      | 1    | 28.      |
| 2017   | GT Európa Sprint-kupa        | Emil Frey Lexus Racing    | 2       | 0        | 0    | 0               | 0      | 0    | HN       |
| 2017   | International GT Open        | Emil Frey Lexus Racing    | 14      | 4        | 4    | 5               | 7      | 98   | 3.       |
| 2018   | GT Európa Endurance-kupa     | Emil Frey Lexus Racing    | 5       | 1        | 0    | 0               | 1      | 35   | 9.       |
| 2018   | GT Európa Sprint-kupa        | Emil Frey Lexus Racing    | 10      | 0        | 0    | 2               | 0      | 15,5 | 13.      |
| 2019   | GT Európa Endurance-kupa     | Orange 1 FFF Racing Team  | 1       | 1        | 0    | 0               | 1      | 25   | 10.      |
| 2019   | International GT Open        | Emil Frey Racing          | 14      | 4        | 5    | 1               | 7      | 128  | 1.       |
| 2020   | ADAC GT Masters              | GRT Grasser Racing Team   | 14      | 0        | 0    | 2               | 1      | 102  | 8.       |
| 2020   | IMSA - GTD                   | GRT Grasser Racing Team   | 1       | 0        | 0    | 0               | 0      | 17   | 55.      |
| 2020   | GT Európa Endurance-kupa     | Emil Frey Racing          | 4       | 0        | 0    | 0               | 0      | 8    | 19.      |
| 2020   | GT Európa Sprint-kupa        | Emil Frey Racing          | 10      | 2        | 1    | 1               | 2      | 60,5 | 5.       |
| 2021   | ADAC GT Masters              | GRT Grasser Racing Team   | 10      | 0        | 1    | 0               | 3      | 103  | 9.       |
| 2021   | IMSA - GTD                   | GRT Grasser Racing Team   | 2       | 0        | 0    | 0               | 0      | 133  | 76.      |
| 2021   | GT Európa Endurance-kupa     | Emil Frey Racing          | 5       | 0        | 0    | 0               | 0      | 16   | 17.      |
| 2021   | GT Európa Sprint-kupa        | Emil Frey Racing          | 10      | 1        | 0    | 1               | 3      | 43,5 | 6.       |
| 2022   | ADAC GT Masters              | Emil Frey Racing          | 14      | 1        | 1    | 2               | 3      | 140  | 4.       |
| 2022   | GT Európa Endurance-kupa     | Emil Frey Racing          | 5       | 0        | 0    | 1               | 1      | 32   | 15.      |
| 2022   | GT Európa Sprint-kupa        | Imperiale Racing          | 2       | 0        | 0    | 0               | 0      | 3    | 22.      |
| 2023   | WEC                          | Inter Europol Competition |         |          |      |                 |        |      |          |
| 2023   | GT Európa Sprint-kupa        | Emil Frey Racing          |         |          |      |                 |        |      |          |

### Teljes Formula Renault 3.5-ös eredménysorozata
(Táblázat értelmezése)

(Félkövér: pole-pozícióból indult; dőlt: leggyorsabb kört futott) 

| Év   | Csapat          | 1        | 2       | 3       | 4        | 5        | 6        | 7        | 8       | 9       | 10       | 11    | 12      | 13       | 14        | 15      | 16       | 17       | Helyzés | Pont |
| ---- | --------------- | -------- | ------- | ------- | -------- | -------- | -------- | -------- | ------- | ------- | -------- | ----- | ------- | -------- | --------- | ------- | -------- | -------- | ------- | ---- |
| 2010 | Epsilon Euskadi | ALC 1 Ki | ALC 2 4 | SPA 1 4 | SPA 2 19 | MON 1 3  | BRN 1 18 | BRN 2 10 | MAG 1 8 | MAG 2 5 | HUN 1 6  | HUN 2 | HOC 1 8 | HOC 2 17 | SIL 1 2   | SIL 2 8 | CAT 1 5  | CAT 2 10 | 5.      | 78   |
| 2011 | EPIC Racing     | ALC 1 4  | ALC 2 3 | SPA 1 3 | SPA 2 5  | MNZ 1 18 | MNZ 2 5  | MON 1 9  | NÜR 1 5 | NÜR 2 6 | HUN 1 Ki | HUN 2 | SIL 1 5 | SIL 2 5  | LEC 1 Kiz | LEC 2 7 | CAT 1 Ki | CAT 2 1  | 4.      | 151  |

### Teljes GT Európa Endurance-kupa eredménysorozata
| Év   | Csapat                  | Osztály | 1      | 2      | 3          | 4          | 5          | 6          | 7      | Helyezés | Pont |
| ---- | ----------------------- | ------- | ------ | ------ | ---------- | ---------- | ---------- | ---------- | ------ | -------- | ---- |
| 2016 | Emil Frey Racing        | Pro     | MNZ 20 | SIL 43 | LEC 42     | SPA 6H 17  | SPA 12H 22 | SPA 24H 53 | NÜR Ki | HN       | 0    |
| 2017 | Emil Frey Racing        | Pro     | MNZ 31 | SIL 10 | LEC 39     | SPA 6H 46  | SPA 12H 55 | SPA 24H Ki | CAT    | 51.      | 1    |
| 2018 | Emil Frey Lexus Racing  | Pro     | MNZ 17 | SIL 9  | LEC 1      | SPA 6H 31  | SPA 12H 20 | SPA 24H 13 | CAT Ki | 9.       | 35   |
| 2019 | Orange1 FFF Racing Team | Pro     | MNZ    | SIL    | LEC        | SPA 6H     | SPA 12H    | SPA 24H    | CAT 1  | 10.      | 25   |
| 2020 | Emil Frey Racing        | Pro     | IMO 18 | NÜR Ki | SPA 6H 6   | SPA 12H 11 | SPA 24H 31 | LEC 8      |        | 19.      | 8    |
| 2021 | Emil Frey Racing        | Pro     | MNZ 23 | LEC 36 | SPA 6H 56† | SPA 12H Ki | SPA 24H Ki | NÜR 4      | CAT 8  | 17.      | 16   |
| 2022 | Emil Frey Racing        | Pro     | IMO 13 | LEC 6  | SPA 6H 40  | SPA 12H Ki | SPA 24H Ki | HOC 6      | CAT 3  | 15.      | 32   |

### Teljes GT Európa Sprint-kupa eredménysorozata
| Év   | Csapat                 | Osztály | 1        | 2        | 3        | 4        | 5        | 6        | 7        | 8        | 9         | 10        | Helyezés | Pont |
| ---- | ---------------------- | ------- | -------- | -------- | -------- | -------- | -------- | -------- | -------- | -------- | --------- | --------- | -------- | ---- |
| 2017 | Emil Frey Lexus Racing | Pro     | MIS QR   | MIS CR   | BRH QR   | BRH CR   | ZOL QR   | ZOL CR   | HUN QR   | HUN CR   | NÜR QR 22 | NÜR CR 21 | HN       | 0    |
| 2018 | Emil Frey Lexus Racing | Pro     | ZOL 1 Ki | ZOL 2 20 | BRH 1 11 | BRH 2 14 | MIS 1 9  | MIS 2 Ki | HUN 1 6  | HUN 2 13 | NÜR 1 5   | NÜR 2 7   | 13.      | 15,5 |
| 2020 | Emil Frey Racing       | Pro     | MIS 1 7  | MIS 2 5  | MIS 3 8  | MAG 1 Ki | MAG 2 12 | ZAN 1 4  | ZAN 2 1  | CAT 1    | CAT 2 16  | CAT 3 5   | 5.       | 60,5 |
| 2021 | Emil Frey Racing       | Pro     | MAG 1 2  | MAG 2 26 | ZAN 1 Ki | ZAN 2 1  | MIS 1 9  | MIS 2 12 | BRH 1 16 | BRH 2 15 | VAL 1 6   | VAL 2 3   | 6.       | 43,5 |
| 2022 | Imperiale Racing       | Pro     | BRH 1    | BRH 2    | MAG 1    | MAG 2    | ZAN 1    | ZAN 2    | MIS 1 13 | MIS 2 7  | VAL 1     | VAL 2     | 22.      | 3    |
| 2023 | Emil Frey Racing       | Pro     | BRH 1 7  | BRH 2 14 | MIS 1    | MIS 2    | HOC 1    | HOC 2    | VAL 1    | VAL 2    | ZAN 1     | ZAN 2     | 9.*      | 3*   |

* A szezon jelenleg is zajlik.

### Teljes ADAC GT Masters eredménysorozata
| Év   | Csapat                  | Autó                        | 1        | 2          | 3        | 4       | 5        | 6        | 7         | 8        | 9        | 10       | 11        | 12       | 13       | 14       | Helyezés | Pont |
| ---- | ----------------------- | --------------------------- | -------- | ---------- | -------- | ------- | -------- | -------- | --------- | -------- | -------- | -------- | --------- | -------- | -------- | -------- | -------- | ---- |
| 2017 | Callaway Competition    | Corvette C7 GT3-R           | OSC 1    | OSC 2      | LAU 1    | LAU 2   | RBR 1    | RBR 2    | ZAN 1     | ZAN 2    | NÜR 1 5  | NÜR 2 8  | SAC 1     | SAC 2    | HOC 1    | HOC 2    | 32.      | 14   |
| 2020 | GRT Grasser Racing Team | Lamborghini Huracán GT3 Evo | LAU1 1 5 | LAU1 2 27† | NÜR 1 10 | NÜR 2 3 | HOC 1 5  | HOC 2 8  | SAC 1 29† | SAC 2 10 | RBR 1 4  | RBR 2 3  | LAU2 1 13 | LAU2 2 8 | OSC 1 12 | OSC 2 22 | 8.       | 102  |
| 2021 | GRT Grasser Racing Team | Lamborghini Huracán GT3 Evo | OSC 1 2  | OSC 2 Ki   | RBR 1 2  | RBR 2 4 | ZAN 1 12 | ZAN 2 10 | LAU 1 3   | LAU 2 5  | SAC 1 Ki | SAC 2 11 | HOC 1     | HOC 2    | NÜR 1    | NÜR 2    | 9.       | 103  |
| 2022 | Emil Frey Racing        | Lamborghini Huracán GT3 Evo | OSC 1 18 | OSC 2 5    | RBR 1 6  | RBR 2 8 | ZAN 1 12 | ZAN 2 1  | NÜR 1 7   | NÜR 2 16 | LAU 1 2  | LAU 2    | SAC 1 11  | SAC 2 7  | HOC 1 4  | HOC 2 Ki | 4.       | 140  |

† Nem teljesítette a versenytáv bizonyos százalékát, de helyezését értékelték.

### Teljes FIA World Endurance Championship eredménysorozata
(Táblázat értelmezése)

(Félkövér: pole-pozícióból indult; dőlt: leggyorsabb kört futott) 

| Év   | Csapat                    | Osztály | Kasztni  | Motor                 | 1     | 2     | 3     | 4     | 5   | 6   | 7   | Helyezés | Pont |
| ---- | ------------------------- | ------- | -------- | --------------------- | ----- | ----- | ----- | ----- | --- | --- | --- | -------- | ---- |
| 2023 | Inter Europol Competition | LMP2    | Oreca 07 | Gibson GK428 4.2 L V8 | SEB 3 | ALG 9 | SPA 3 | LMS 1 | MNZ | FUJ | BHR | 2.*      | 90*  |

* A szezon jelenleg is zajlik.

### Le Mans-i 24 órás autóverseny
| Év   | Csapat                    | Csapattárs                      | Autó            | Kategória | Kör | Összetett Helyezés | Kategória Helyezés |
| ---- | ------------------------- | ------------------------------- | --------------- | --------- | --- | ------------------ | ------------------ |
| 2023 | Inter Europol Competition | Fabio Scherer Jakub Śmiechowski | Oreca 07-Gibson | LMP2      | 328 | 9.                 | 1.                 |

### Daytonai 24 órás autóverseny
| Év   | Csapat                  | Csapattárs                                       | Autó                        | Kategória | Kör | Összetett Helyezés | Kategória Helyezés |
| ---- | ----------------------- | ------------------------------------------------ | --------------------------- | --------- | --- | ------------------ | ------------------ |
| 2020 | GRT Grasser Racing Team | Franck Perera Steijn Schothorst Richard Heistand | Lamborghini Huracán GT3 Evo | GTD       | 633 | 33.                | 14.                |
| 2021 | GRT Grasser Racing Team | Franck Perera Tim Zimmermann Misha Goikhberg     | Lamborghini Huracán GT3 Evo | GTD       | 195 | Kiesett            | Kiesett            |